# Олд-Монро (Міссурі)
Олд-Монро (англ. Old Monroe) — місто (англ. city) в США, в окрузі Лінкольн штату Міссурі. Населення — 249 осіб (2020).

## Географія
Олд-Монро розташований за координатами 38°56′20″ пн. ш. 90°44′49″ зх. д. / 38.93889° пн. ш. 90.74694° зх. д. (38.939006, -90.746826).  За даними Бюро перепису населення США в 2010 році місто мало площу 0,65 км², з яких 0,64 км² — суходіл та 0,01 км² — водойми.

## Демографія
Згідно з переписом 2010 року, у місті мешкало 265 осіб у 102 домогосподарствах у складі 68 родин. Густота населення становила 408 осіб/км².  Було 113 помешкання (174/км²).
Расовий склад населення:
| - 97,0 % — білих - 0,4 % — корінних американців - 0,4 % — чорних або афроамериканців - 1,1 % — осіб інших рас |

До двох чи більше рас належало 1,1 %. Частка іспаномовних становила 1,9 % від усіх жителів.
За віковим діапазоном населення розподілялося таким чином: 28,3 % — особи молодші 18 років, 63,4 % — особи у віці 18—64 років, 8,3 % — особи у віці 65 років та старші. Медіана віку мешканця становила 31,8 року. На 100 осіб жіночої статі у місті припадало 94,9 чоловіків;  на 100 жінок у віці від 18 років та старших — 97,9 чоловіків також старших 18 років.
Середній дохід на одне домашнє господарство  становив 39 572 долари США (медіана — 27 143), а середній дохід на одну сім'ю — 53 228 доларів (медіана — 41 071). Медіана доходів становила 41 250 доларів для чоловіків та 19 375 доларів для жінок. За межею бідності перебувало 29,2 % осіб, у тому числі 41,0 % дітей у віці до 18 років та 14,3 % осіб у віці 65 років та старших.
Цивільне працевлаштоване населення становило 98 осіб. Основні галузі зайнятості: освіта, охорона здоров'я та соціальна допомога — 22,4 %, оптова торгівля — 14,3 %, транспорт — 10,2 %, роздрібна торгівля — 10,2 %.